# 72. pěší divize (Wehrmacht)

Insignie 72. pěší divize

Německá 72. pěší divize (německy 72. Infanterie-Division) byla jednotka německé nacistické armády (wehrmachtu), vytvořená 19. září 1939 v Trevíru z dosavadní pohraniční divize Trevír a zničená Spojenci v květnu 1945 v prostoru severních Čech.

## Začátek války (1939)
Záloha na západní hranici mezi řekami Moselou a Saar.

## Západní tažení (1940)
Účast na útoku na Oise-Aisne u La Fere-Soissons. Boje u Brunmetz, Sablonieres a u Guny. Následné pronásledování nepřítele až do Cher.

## Balkán (1941)
Divize nasazena v Rumunsku, kde tvořila ochranu ropných polí u Ploesti. Následoval pochod Bulharskem k řeckým hranicím. Divize provedla výpad přes „Metaxovu linii“. Bojovala u Nevrokopionu a na hoře Ochiron. Postupovala přes města Saloniki a Larissa, do města Lamia. Zaútočila na Thermopylskou pevnost a dál postupovala přes Théby do Athén.

## Východní tažení (1941–1945)

### 1941-1942
Divize postupovala přes Besarábii, překročila řeku Dněstr u města Dubossary. Další postup divize následoval přes města Nikolajevo a Melitopol do přístavu Mariupol na pobřeží Azovského moře. Následně byla divize odeslána do Perekopské úžiny. Došlo k provedení průniku na Krym a dobytí města Simferopolu. Účastnila se obléhacích bojů u Sevastopolu. Části divize byly zatlačeny přes Feodosii na Kerč. Následoval útok na Sevastopol. Útokem bylo dobyto návrší Sapun a les Balaklava.

### 1942-1944
Po pádu Sevastopolské pevnosti byla divize přeložena ke skupině armád Sever, a přesunuje se do bojového prostoru Ržev. Účastní se bojů v prostoru Michewo-Juschnewo. Během operace Büffel je nasazena v prostoru směrem na Orel. Brání prostor mezi městy Orel a Sevsk. Při přesunu přes Brjansk a Gomel k Dněpru dochází k těžkým ústupovým bojům. Těžké boje v prostoru Čerkasy. Divize je z části obklíčena v tzv. kotli u Čerkasy a podaří se průlom u obce Chilki.

### 1944-1945
Po průlomu z kotle u Čerkasy je divize převelena do prostoru Hrubieszow v Polsku, k odpočinku a doplnění stavu. Poté nasazena v severním prostoru u města Lvov (tehdejší Lemberg). Dochází k těžkým obranným bojům v prostoru Baranow a v prostoru Sandoměř. Další těžké obranné boje na území Polska do března 1945. Divize následně stažena k odpočinku a nasazena v prostoru Lužice.

### Konec divize (duben – květen 1945)
Následují těžké ústupové boje u Görlitz a ústup do tehdejší Sudetské župy. Divize zaujímá poslední pevné obranné postavení ve Šluknovském výběžku a to konkrétně na čáře Liščí – Lipová u Šluknova. Zbytky divize ustoupí 9. 5. 1945 do prostoru Děčína. Následný ústup směr Litoměřice, Louny. Zbytky divize se dostaly z části do ruského a z části do amerického zajetí.